# IMP (série)
The Imp (TV Show) é uma animação de curta-metragem criada pelo Andy Fielding. 

## Personagens
- The Imp
- Bob
- Bert
- Phil
- The Boss
- The Glove